# Buraku

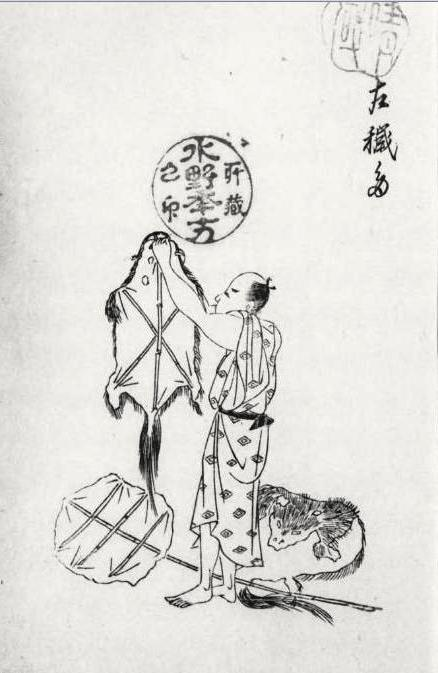
Darstellung eines japanischen Gerbers aus einem Werk über die Edo-Zeit, veröffentlicht im Jahr 1900. Gerber gehörten zur Untergruppe der Eta.

Buraku (japanisch 部落, „Sondergemeinde“) waren in Japan abgegrenzte Flecken, in denen Angehörige der Eta, Hinin oder Burakumin (部落民) lebten, einer unreinen Kaste ähnlich den indischen Chandalas. Sie übten als unrein angesehene Berufe wie Fleischer, Lohgerber, Totengräber und Grabwächter aus. 1871 wurden sie von Kaiser Meiji emanzipiert. Heute werden sie auch als Hisabetsu burakumin (被差別部落民, „diskriminierte Bewohner der Sondergemeinden“) bezeichnet.
Die Minderheit der Burakumin, deren Nachfahren auch heute noch in bestimmten gesellschaftlichen Bereichen diskriminiert werden, gehörte ethnisch zur japanischen Mehrheitsbevölkerung (im Unterschied zu den Ainu oder den Koreanern, den anderen beiden großen Minderheitengruppen in Japan) und war weder im Aussehen noch durch Religion oder Sitten von den übrigen Japanern zu unterscheiden. Die sozialen Herausforderungen basierend auf ihrer früheren und teilweise noch heute fortbestehenden Diskriminierung werden buraku mondai (部落問題, „Buraku-Problem“) oder dōwa mondai (同和問題, „Integrationsproblem“) genannt.
Offiziell wird die Zahl der Burakumin-Nachfahren mit 1,157 Millionen angegeben, de facto wird die Zahl auf etwa zwei bis drei Millionen und die Zahl ehemaliger Buraku-Gebiete auf 5.000 bis 6.000 geschätzt.
Im Deutschen wird für Burakumin oft nur Buraku verwendet.

## Entwicklung
Historisch betrachtet bestehen die Burakumin aus zwei Gruppen: den Eta (穢多, „Beschmutzte“) und den Hinin (非人, „Nicht-Menschen“). Sowohl religiöse Auffassungen als auch gesellschaftliche Ausformungen führten zur Diskriminierung der Burakumin.
Die Burakumin entstammten einer Bevölkerungsgruppe, die unterhalb des von den Herrschern während der Edo-Zeit (1603–1867) festgelegten Vier-Stände-Systems (Krieger, Bauern, Handwerker, Kaufleute) stand. Grund für ihre Ausgrenzung, insbesondere der Eta, waren ihre teils aus shintōistischen, teils aus buddhistischen Motiven als unrein betrachteten Berufe. Dazu gehörten zum Beispiel alle Tätigkeiten, die mit Toten (z. B. Leichenwäscher und Totengräber) oder dem Töten von Tieren bzw. der Verarbeitung von Fleisch oder Fellen (z. B. Trommelhersteller, Gerber und Schlachter, aber auch Strohsandalenhersteller) zu tun hatten. Die Schreibweise von eta als 穢 ‚Schmutz‘ und 多 ‚viel‘ ist ein Ateji, d. h. einem bestehenden Wort erst nachträglich beigegeben. Nach einer Theorie leitet es sich von den etori (餌取, „Beutejäger“) ab, die verantwortlich dafür waren, für die zur Falknerei genutzten Vögel Fleisch zu beschaffen.
Hinin hingegen bezieht sich auf jene, die wegen eines Verbrechens oder sonstigen Verfehlungen aus der Gesellschaft ausgeschlossen wurden.
Da die Berufe erblich waren und Melderegister bestanden, in denen die Bevölkerung bei Geburt eingetragen wurde, konnte man die Burakumin jederzeit identifizieren. Das verfestigte die Diskriminierung, die sich auf alle Bereiche des öffentlichen Lebens erstreckte: Die Menschen mussten in bestimmten Ortschaften (Buraku) leben, ihre Kinder durften keine normale Schule besuchen, es gab besondere Tempel zur Ausübung ihrer Religion, sie durften die Häuser von „Normalbürgern“ nicht betreten, kein Essen annehmen und nicht im Gemeindewald Holz sammeln. Außerdem wurde ihnen nur das ärmlichste Land zum Anbau zur Verfügung gestellt.
Obwohl 1871 ein so genannter „Befreiungserlass“ die Burakumin offiziell mit den Normalbürgern (平民 heimin) gleichstellte, gingen die Diskriminierungen weiter. Zum Beispiel bürgerte sich für sie die Bezeichnung shin-heimin (新平民, „Neubürger“) ein, die in ähnlicher Weise wie burakumin abwertet (siehe dazu auch Euphemismus-Tretmühle).
Am 3. März 1922 gründeten etwa 3.000 Menschen im Okazaki-Park von Kyōto die heute noch aktive Zenkoku-Suiheisha-Bewegung (全国水平社), eine nationale Bewegung zur Emanzipation der Burakumin. Die Bewegung wurde durch den Zweiten Weltkrieg zunächst unterbrochen, dann aber 1946 neu belebt und mündete 1955 in die Gründung der „Buraku-Befreiungsliga“ (部落解放同盟 buraku kaihō dōmei, englisch Buraku Liberation League, abgekürzt BLL). Die BLL erzielte bereits Erfolge im Kampf gegen die Diskriminierung, sieht sich aber wegen Methoden wie dem kyūdan tōsō (糾弾闘争), einer öffentlichen Anprangerung der Diskriminierung mit Bloßstellung des Diskriminierenden, auch in der Kritik. Diese kyūdan-Konfrontation wird von der BLL als letzter Ausweg gesehen, gegen Akte von Diskriminierung vorzugehen.
Im Jahr 1988 war die BLL maßgeblich an der Gründung des International Movement Against All Forms of Discrimination and Racism (IMADR, deutsch: Internationale Bewegung gegen alle Arten von Diskriminierung und Rassismus) beteiligt.

## Gegenwärtige Situation
Die Nachfahren der Burakumin haben auch heute noch Schwierigkeiten im gesellschaftlichen Leben Japans, zum großen Teil wegen der noch bestehenden Register, die bis 1976 öffentlich einsehbar waren und über Generationen die Familiennamen und die Herkunft enthalten. Den Nachfahren der Burakumin ist es jedoch mittlerweile erlaubt, ihren Namen zu ändern.
Im Jahr 1947 verbot das japanische Gesundheits- und Wohlfahrtsministerium den Arbeitgebern, von Stellenbewerbern einen Registerauszug zu verlangen. Personalabteilungen größerer Unternehmen führen jedoch auch heute noch inoffizielle Listen, die auf den Melderegistern beruhen und die ehemals den Burakumin vorbehaltenen Siedlungen und Wohngegenden aufzeigen. Bewerber können daher aufgrund ihres Geburtsortes leicht als Burakumin identifiziert werden. Auch bei ehelichen Verbindungen kommt es immer noch zu Diskriminierungen.
Nach Angaben der BLL stellen Burakumin in einigen japanischen Gemeinden sogar die Mehrheit der Einwohner, z. B. mehr als 70 % in Kōnan (früher Yoshikawa) in der Präfektur Kōchi und mehr als 60 % in Ōtō in der Präfektur Fukuoka (Stand jeweils 1993).
Im Jahr 2008 nahm der Online-Dienst Google Maps historische Karten japanischer Städte in sein Angebot auf. Da auf einigen dieser Karten damalige Buraku-Gebiete gekennzeichnet waren, deren frühere Lage ohne großen Aufwand und ohne historische Erläuterung auf heutige Stadtgebiete projiziert werden konnte, führte dies in Japan zu Protesten wegen möglicher Diskriminierung; über diese Proteste wurde im Internet und in der ausländischen Presse berichtet. Google Maps entfernte bald darauf die beanstandeten Kennzeichnungen aus den betroffenen Karten.
Zwischen der EU und Japan und auch zwischen den Minderheiten besteht ein gegenseitiger Austausch über die Bemühungen zur Beseitigung der Diskriminierung von Sinti, Buraku und anderen Minderheiten. So arbeitet das Buraku-Befreiungszentrum des Kyōdan mit Selbsthilfeorganisationen der Dalit in Indien und mit Verbänden der Sinti und Roma in Deutschland zusammen.